# Rhynchosciara propingua
Rhynchosciara propingua är en tvåvingeart som först beskrevs av Walker 1848.  Rhynchosciara propingua ingår i släktet Rhynchosciara och familjen sorgmyggor. Inga underarter finns listade i Catalogue of Life.